# Аль-Кадисия (винтовка)
Аль-Кадисия (араб. القادسيّة‎, англ. Al Kadesih, Al Kadesiah) — иракская самозарядная снайперская винтовка. Имеет внешнее и конструктивное сходство с СВД, но не является её копией.

## История
В конце 1970-х годов правительства Югославии и Ирака заключили ряд соглашений о строительстве предприятий по производству продукции военного назначения. Один из таких проектов предполагал строительство завода по производству стрелкового оружия и носил название «Zastava» — KOL 6 (KOL — кодовое наименование ряда договоров  по передаче лицензий и технологий, которые Yugoimport SDPR заключил с Ираком). В 1979 году строительство завода «Аль-Кадисия» к югу от Багдада было завершено и была выпущена первая партия автоматов «Табук». На предприятии производились автоматы и винтовки «Табук», винтовки «Аль-Кадисия», пистолеты «Тарик» 9 мм и «Тарик» 7,65 мм, ручные пулемёты «Аль-Кудс». Производство было прекращено с началом Иракской войны.
Винтовка названа в честь Битвы при Кадисии.

## Конструкция
Автоматика работает по принципу отвода части пороховых газов с коротким ходом поршня. Режим стрельбы — только одиночными. Запирание канала ствола производится поворотом затвора с тремя боевыми упорами. Ствол с 4 правосторонними нарезами, шаг нарезов 254 мм. На конце ствола находится резьба для установки дульных устройств. Установлен щелевой пламегаситель. Ствольная коробка — штампованная, из стали толщиной 1.5 мм, составная, передняя и задняя части скреплены заклёпками. Предохранитель расположен на правой стороне ствольной коробки. Питание осуществляется из отъёмных коробчатых магазинов ёмкостью 10 патронов. Характерной особенностью магазинов «Аль-Кадисия» являются рёбра жёсткости в виде пальмы и сабли на боковых поверхностях. Оптический прицел устанавливается на стандартное для стрелкового оружия ОВД крепление типа «ласточкин хвост», расположенное на левой стороне ствольной коробки. Винтовка оснащалась четырёхкратным прицелом Zrak ON-M76 производства Югославии, а также его копиями иракского производства. На некоторые винтовки устанавливались румынские прицелы I.O.R. LPS 4x6° TIP2 или советские ПСО-1. Под колодкой мушки находится крепление для штык-ножа.
Винтовка выпускалась в двух основных вариантах: боевом и в виде учебного макета. Учебный вариант отличался тем, что в стволе за патронником было просверлено отверстие, надписью «للتدريب» (с араб. — «учебный») на ствольной коробке и круглой металлической табличкой с аналогичным текстом на правой стороне приклада. В учебный вариант могли быть заряжены боевые патроны, но выстрел приводил к разрушению винтовки.
Как и другое стрелковое оружие Ирака, часть винтовок получила покрытие из позолоты и использовалась, как церемониальное, наградное оружие или в качестве подарков.
Несмотря на внешнюю и конструктивную схожесть с СВД, «Аль-Кадисия» не является её копией и большинство деталей винтовок не взаимозаменяемы. Кроме того, в конструкции газового блока отсутствует регулятор.

## Точность и кучность
По 5 выстрелам патронами Sellier & Bellot и Black Hills с пулей 174 гран на дистанции 91 м кучность составила 3.18—3.81 см. По 3 выстрелам на дистанции 548 м кучность составила 22,86—30 см.

## Галерея

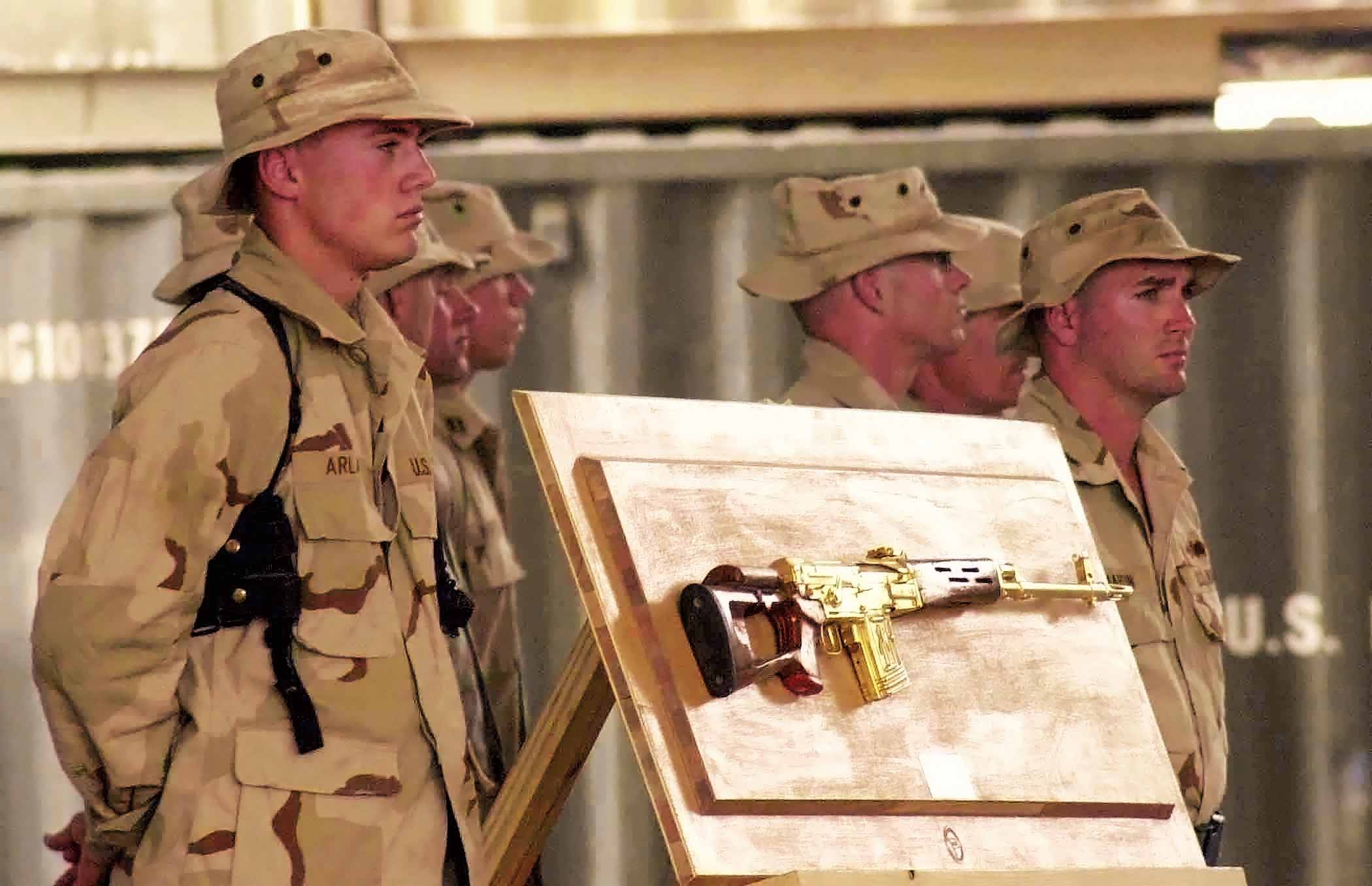
Винтовка «Аль-Кадисия» на военной базе Camp Moreell, Кувейт
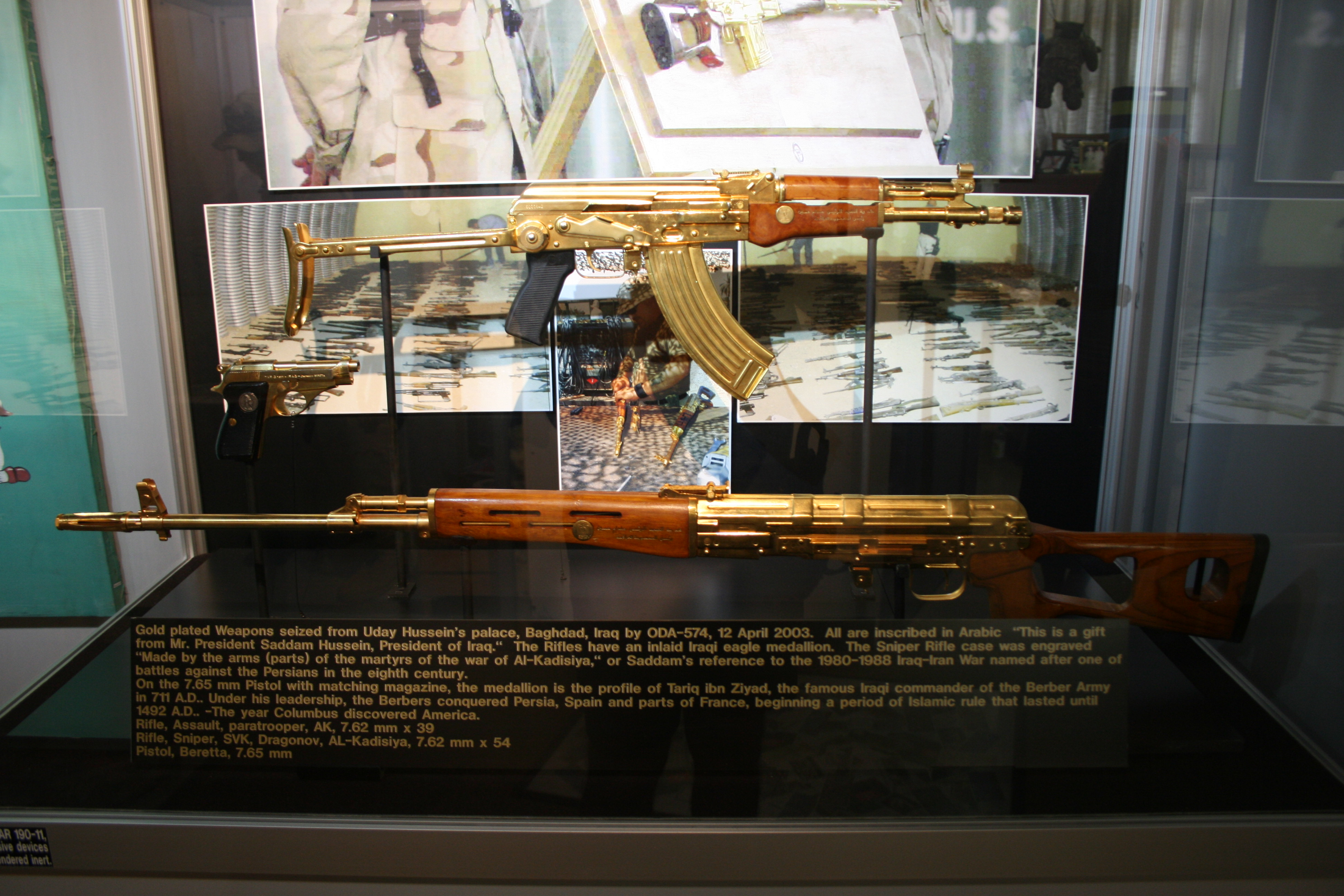
Винтовка «Аль-Кадисия», автомат «Табук» и пистолет «Тарик» 7,65 мм в музее Форт-Либерти
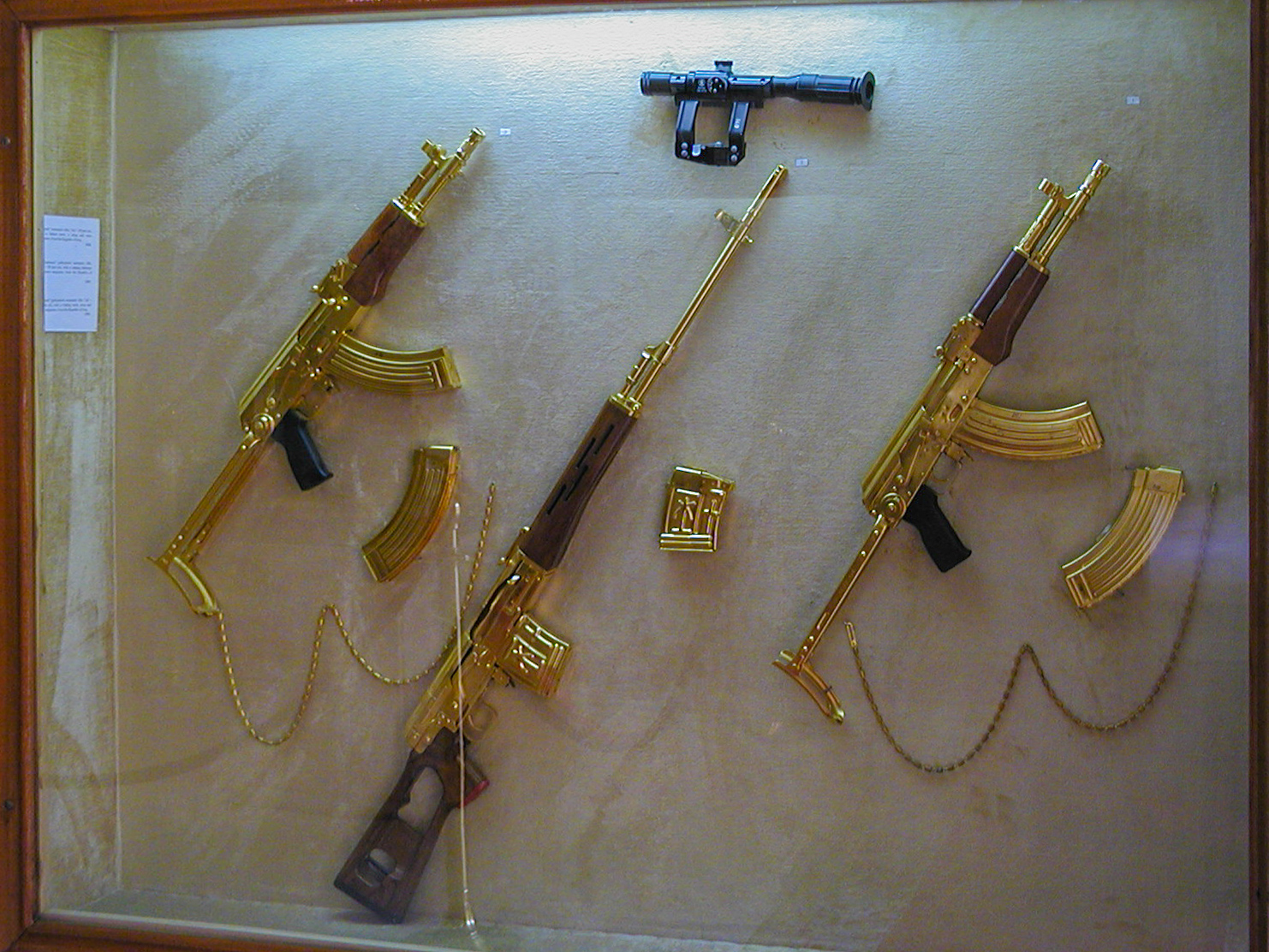
Винтовка «Аль-Кадисия» и автоматы «Табук» во дворце Абдин
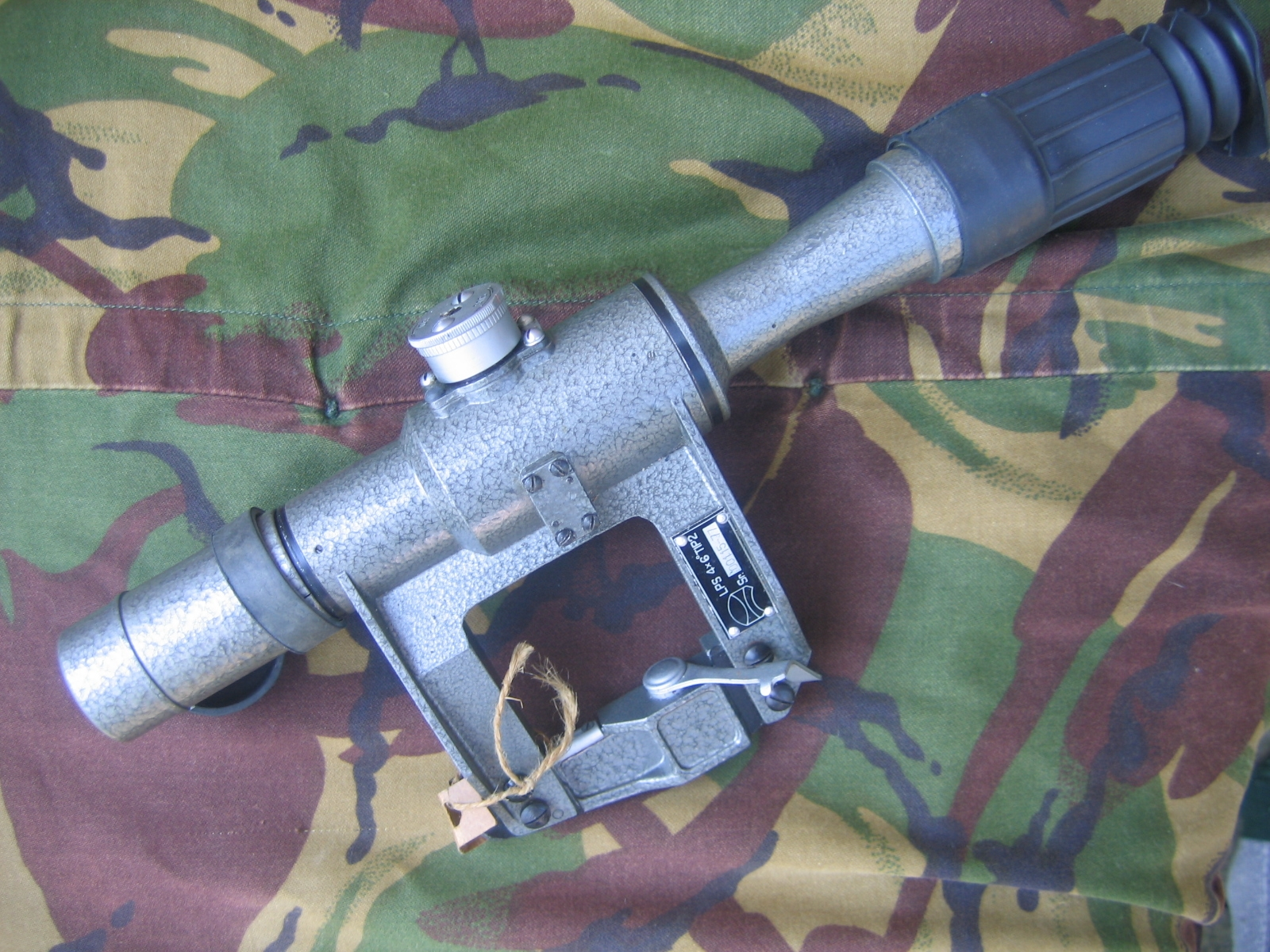
Прицел LPS 4x6° TIP2
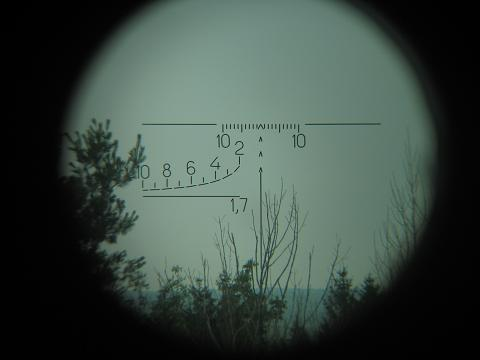
Сетка прицела LPS 4x6° TIP2
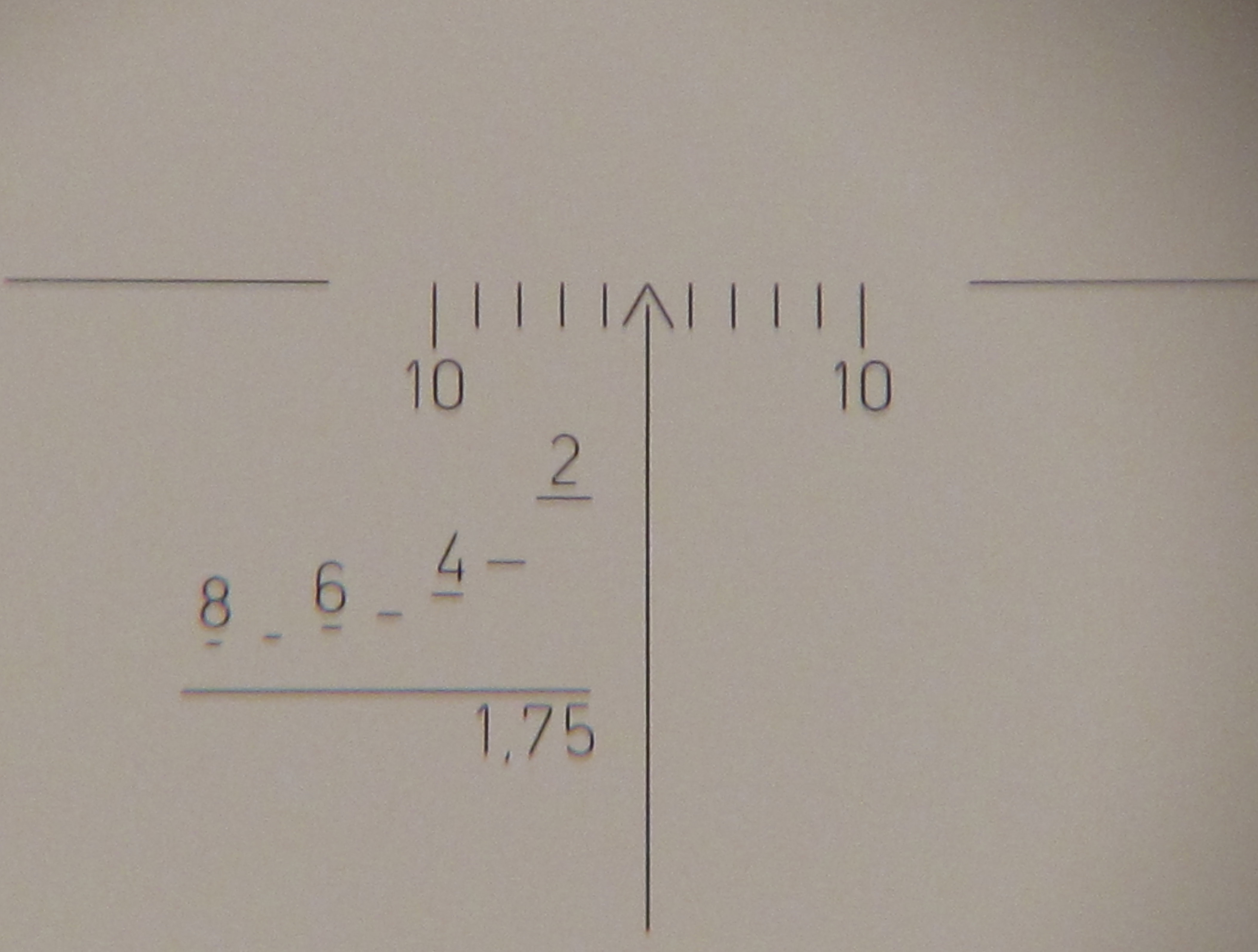
Сетка прицела Zrak ON-M76B